# Teški akutni respiratorni sindrom
Teški akutni respiratorni sindrom (SARS) je viralna respiratorna bolest zoonotskog porekla izazvana teškim akutnim respiratornim sindromom koronavirusa (SARS-CoV ili SARS-CoV-1), prvim identifikovanim sojem SARS koronavirusnog virusa teškog akutnog respiratornog sindroma (SARSr-CoV). Sindrom je prouzrokovao izbijanje SARS-a 2002–2004. Krajem 2017. godine, kineski naučnici su virus pratili putem posrednika, azijskih palmovih cibeta do potkovičastih šišmiša koje obitavaju u pećinama u okrugu Sijang Ji, Junan.
SARS je bila relativno retka bolest; na kraju epidemije u junu 2003. godine, incidenca je bila 8.422 slučaja sa stopom smrtnosti slučajeva (CFR) od 11%. Nijedan slučaj SARS-CoV-1 nije zabeležen širom sveta od 2004. Prema podacima iz 2020, SARS-CoV-1 se smatra iskorenjenim kod ljudi, ali kako virus takođe zaražava životinje, moguće je da će se ponovo pojaviti u budućnosti.
U decembru 2019. godine identifikovan je još jedan soj SARS-CoV kao teški akutni respiratorni sindrom koronavirus 2 (SARS-CoV-2). Ovaj novi soj uzrokuje koronavirusnu bolest 2019 (COVID-19), bolest koja je izazvala pandemiju COVID-19.

## Simptomi
Vreme inkubacije iznosi dva do sedam dana, a simptomi su prema Svetskoj zdravstvenoj organizaciji:
- iznenadna i brzo rastuća, visoka temperatura (preko 38 °)
- upala sluznice ždrela s kašljem i promuklošću
- otežano disanje
- bolovi u mišićima
- glavobolja
- atipična upala oba plućna krila, rendgenski snimak pluća na početku bolesti pokazuje infiltrate kod gotovo 80% bolesnika
- u hematološko-biohemijskim nalazima kod većine bolesnika nema odstupanja od normale. Leukopenija (<3.5X10 /L) se nalazi kod 33,9% bolesnika, limfopenija (<1.0x109/L) u 69,6% te trombocitopenija u 44.8%.

## Uzročnik
Korona virusi su RNK virusi, uzročnici bolesti kod  sisara i ptica. Ova grupa virusa uzrokuje probavne ili disajne infekcije kod velikog broja životinja, uključujući i ljude. Prvotna skeniranja elektronskim mikroskopom u Hongkongu i Nemačkoj pokazala su virusne čestice koje su nalikovale na paramiksovirus u sekretu pacijenata koji su oboleli od SARS-a. Kasnije, pregled elektronskim mikroskopom u Kanadi pokazao je strukture koje su nalikovale na metapneumovirus (podtip paramiksovirusa) u sekretu. Pasteurov institut u Parizu identifikovao je koronavirus u uzorcima šest pacijenata, kao i laboratorija Malika Peirisa na Hongkoškom univerzitetu, koja je prva i objavila da bi taj virus mogao biti uzročnik, nakon što su ga uzgajili iz uzoraka tkiva te su bili među prvima koji su razvili test kojim se dokazuje prisutnost virusa. Centar za kontrolu bolesti američkog javnog zdravstva (CDC) primetio je virusne čestice u pogođenom tkivu (nalaz u tkivu znači da je virus patogen, a ne slučajno otkriće u sekretu). Nakon snimanja elektronskim mikroskopiom, primetili su da se radi o koronavirusu. Provera genoma i poređenje s postojećim bazama podataka pokazali su da je reč o neprepoznatom koronavirusu.
Sekvenciranje genoma, koje je dovršeno u Vankuveru u 12. aprila 2003. bilo je prvi korak u razvijanju dijagnostičkog testa za virus, i mogućeg cepiva. Razvijen je i test za antitela za virus. Dana 16. aprila 2003. WHO je izdala saopćenje u kojem je potvrdila da je koronavirus uzročnik SARS-a. Naučnici na Erasmus univerzitetu u Roterdamu u Holandiji dokazali su da koronavirus ispunjava Kohove postulate i dokazali da je baš on uzročnik virusa. U eksperimentu su životinje zaražene virusom razvile iste simptome kao i ljudi prilikom zaraze SARS-om.
Krajem maja 2003. godine, studije na primerima divljih životinja koje su se prodavale na lokalnim pijacama u Guangdungu u Kini otkrile su da je SARS koronavirus pronađen kod divljih cibetki, ali životinje nisu uvek pokazivale kliničke simptome. Prvi zaključci su bili da je virus preskočio barijeru između vrsta i više od 10 hiljada cibetki je ubijeno. Virus je kasnije pronađen i kod rakunastih pasa i domaćih mačaka. Godine 2005, dve su studije utvrdile prisutnost SARS-sličnih koronavirusa i kod Kineskih šišmiša. Filogenetsko istraživanje ovih virusa pokazalo je visoku verovatnoću da je koronavirus potekao od šišmiša do ljudi ili direktno, ili preko divljih životinja na kineskim pijacama. Šišmiši nisu pokazivali vidljive znakove bolesti, ali su verojatni rezervari SARS-sličnih koronavirusa.

## Dijagnoza
Može se sumnjati na SARS kod pacijenata koji imaju:
- Bilo koje simptome, uključujući i temperaturu iznad 38 ° ili više i
- bili su:
  1. U kontaktu s ljudima zaraženim od SARS-a u zadnjih 10 dana
  2. Putovali su u regije koje je WHO prepoznao kao područja u kojima je SARS prisutan (to su do 11. maja 2003. bili delovi Kine, Hongkong, Singapur i Ontario u Kanadi).

Verojatni slučaj SARS-a ima, uz gore navedeno i rentgenski nalaz atipične pneumonije ili akutno zatajanje pluća. Sam snimak ne potvrđuje SARS, ali abnormalni infiltrati u plućima se uzimaju kao dokaz. Početni snimak pluća može biti normalan.
Trenutni laboratorijski testovi za SARS su ELISA, imunofluorescencija i lančana reakcija polimeraze. ELISA test dokazuje antitela na SARS, ali tek 21 dan nakon početnih simptoma. Drugi, test imunofluorescencije može detektirati antitela nakon 10 dana, ali je reč o iscrpnom testu koji zahteva imunofluorescentni mikroskop i iskusnog tehničara. PCR detektuje genetski materijal virusa u krvi, sluzi, uzorcima tkiva i stolici. PCR se pokazao izrazito precizan, ali ne osetljiv. To znači da pozitivan test znači infekciju SARS-om, dok negativan ne znači da pacijent nema SARS.
Bela krvna zrnca su često povišena. Rani izveštaji su prijavili neutrofiliju i limfopeniju, ali relativnu, jer je ukupan broj bio snižen.

## Lečenje
Antibiotici ne deluju s obzirom da je SARS virusna bolest. Lečenje se uglavnom temelji na olakšavanju simptoma, snižavanju temperature i respiratornoj podršci ukoliko je potrebna.
Sumnjivi slučaju koji podsećaju na SARS trebaju biti izolovani, po mogućnosti u sobama s negativnim pritiskom, a pristup ovim pacijentima treba biti moguć samo uz potpunu zaštitu. 
U početku se lečenje sastojalo od steroida i antivirusnog leka ravirin, iako nema dokaza da je ovo delotvorno. Naučnici trenutno testiraju sve antivirusne lekove, uključujući i one za AIDS, hepatitis i gripu na koronavirusu. Postoje i neki dokazi da se kod pacijenata razvija bolest kao posledica imunosistema tela na virus - tkz. citokinska oluja. Daljnje istraživanje je potrebno.
U decembru 2004. godine kineski su naučnici prijavili da su proizveli cepivo za SARS. Testirano je na grupi od 36 dobrovoljaca, od čega su kod 24 pronađena antitela.
Revizija svih studija iz 2006. pokazala je da nikakvi lekovi, antivirotici, steroidi ili druga terapija pomaže pacijentu. Za neke je ustanovljeno da su štetni.
Kliničko tretiranje SARS-a je bilo neefikasno, a većina visokorizičnih pacijenata je završila na raspiratorima. Trenutno, kortikosteroidi i ribavirin su najčešća kombinacija lekova za SARS. Studije in vitro su pokazale da je ribavirin u kliničkim dokazana neefikasan protiv SARS-a. Bolje kombinacije lekova, ukoliko se upotrebe rano, su kaletra, ribavirin i kortikosteroidi. Upotreba kortikosteroida je kontroverzna. Limfopenija može biti i nuspojava upotrebe kortikosteroida, što može dodatno smanjiti odgovor tela na infekciju. Ipak, njihovo protivupalno delovanje je nužno i lekari ih moraju balansirati. Rezultati su ostvareni i upotrebom interferona i glicirizina. Lekovi koji deluju inhibitorski na virus nisu postigli uspeh. Inhibitori HIV proteaze ritonavir i sakvinavir nisu delovali u neotrovnim dozama.

## Epidemiologija
SARS se smatra relativno retkom bolešću s 8,273 slučaja do 2003.

## Literatura
- Sihoe AD, Wong RH, Lee AT, Lau LS, Leung NY, Law KI, Yim AP (2004). „Severe acute respiratory syndrome complicated by spontaneous pneumothorax”. Chest. 125 (6): 2345—51. PMID 15189961. doi:10.1378/chest.125.6.2345.
- Enserink M (2013). „War stories”. Science. 339 (6125): 1264—8. PMID 23493690. doi:10.1126/science.339.6125.1264.
- Enserink M (2013). „SARS: chronology of the epidemic”. Science. 339 (6125): 1266—71. Bibcode:2013Sci...339.1266E. PMID 23493691. doi:10.1126/science.339.6125.1266.
- Normile D (2013). „Understanding the enemy”. Science. 339 (6125): 1269—73. Bibcode:2013Sci...339.1269N. PMID 23493692. doi:10.1126/science.339.6125.1269.

## Spoljašnje veze
- /www.mef.hr :: SARS
- Narodni zdravstveni list, rendgenske plućne promene pri SARS-u

|  | Molimo Vas, obratite pažnju na važno upozorenje u vezi sa temama iz oblasti medicine (zdravlja). |